# Contredanse
Cas d'homonymie : en France, contredanse, désuet dans cette acception, peut aussi désigner familièrement une contravention.

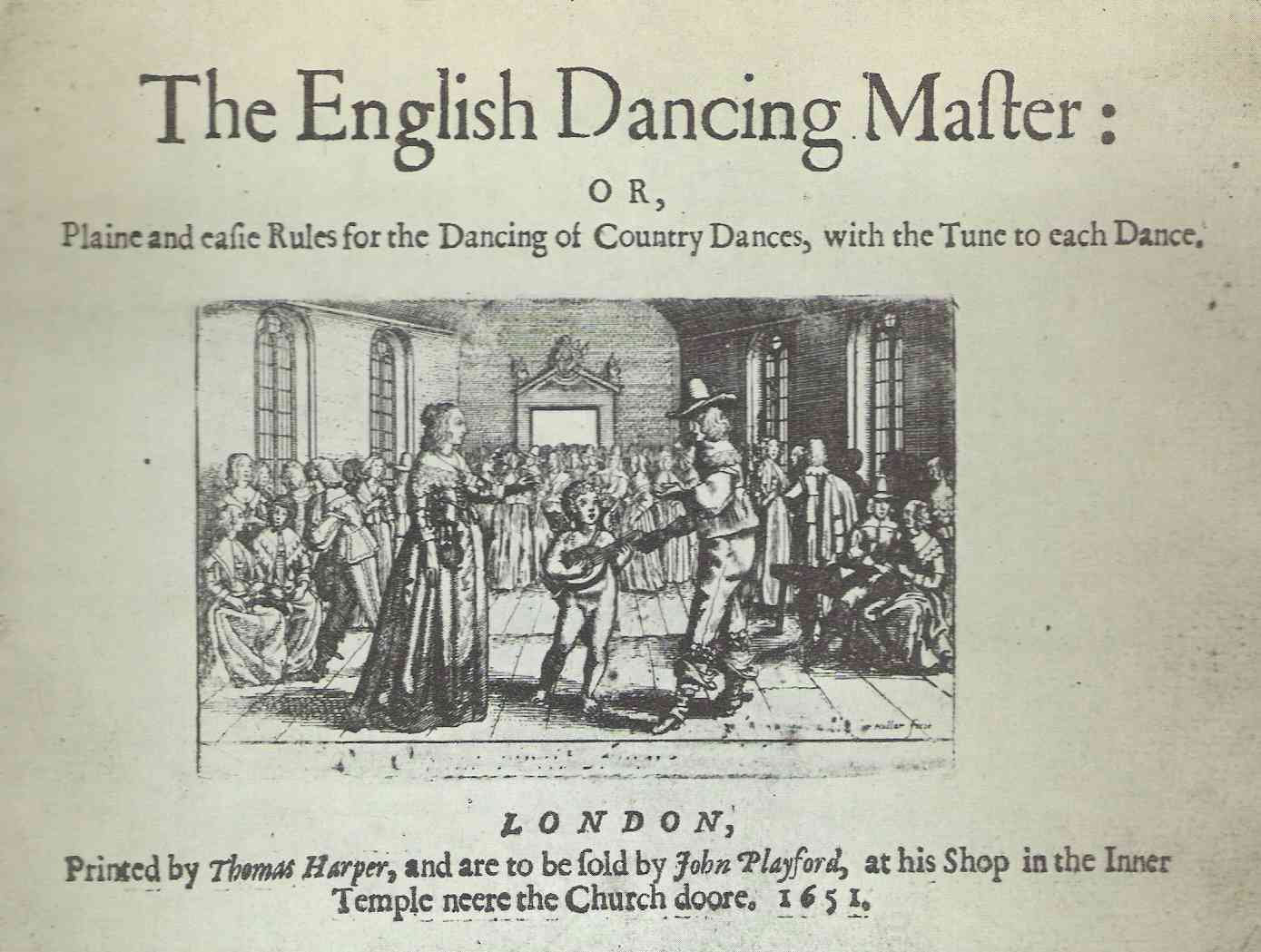
John Playford, The English Dancing Master,
London, Harper, 1651.

Une contredanse est une danse à figures dansée en couples disposés en deux colonnes ou en carré. Les contredanses sont d'origine anglaise (country dance : danse de campagne) ; mais certains historiens leur donnent une origine française antérieure (contre-danse : danse vis-à-vis). La contredanse anglaise est apparue au milieu du XVIe siècle, au début du règne d'Élisabeth Ire d'Angleterre.
Le maître à danser John Playford (1623–1686) lui donna ses lettres de noblesse en publiant, en 1651, The English Dancing Master. L'ouvrage connaîtra 18 éditions, jusqu'en 1728, et sera augmenté d'un second volume (1713–1728), puis d'un troisième (1719 et 1727).
La contredanse se diffuse en France à partir de 1684 grâce au maître à danser anglais Isaac d’Orléans. Le danseur André Lorin invente un système de notation du mouvement dont Pierre Beauchamp et Feuillet vont s'inspirer pour fonder une écriture qui aura cours jusqu'au milieu du XIXe siècle. La contredanse anglaise s'est perpétuée jusqu'à nous, notamment sous la forme des reels irlandais et écossais. La contredanse française en carré a donné naissance, au début du XIXe siècle, à une forme répandue à la fois dans l'élite et le peuple, le quadrille, qui se diffusera dans les bals populaires à Paris puis dans le reste de la France et même de l'Europe.

## Description des formes de contredanses
Il existe deux sortes de contredanses :
- la contredanse anglaise, ou « colonne » (en anglais : longway for as many as will), consiste en deux lignes disposées face à face : une rangée d'hommes fait face à une rangée de dames. Le premier couple danse la première reprise de la figure et termine en deuxième place. De reprise en reprise, il continue à « descendre », jusqu'à se trouver aux dernières places des deux rangées, tandis que les autres couples ont progressé d'autant de places vers le « haut » de la danse, puis redescendent de même, une fois arrivés en première place. La danse est réputée accomplie lorsque le premier couple a regagné sa place initiale[3].
- la contredanse française se danse « en carré » : quatre couples disposés sur les côtés d'un carré dansent à deux, à quatre ou à huit, selon que la figure le commande. Classiquement, la danse se déroule en alternant neuf « entrées » ou « syncopes » (couplets) avec un « refrain » (figure spécifique à chaque contredanse). Les neuf entrées sont, dans l'ordre : le rond, la main, les deux mains, le moulinet des dames, le moulinet des hommes, le rond des dames, le rond des hommes, l'allemande et, à nouveau, le rond pour terminer[4].

## Description des principales figures

### Les figures de la contredanse française

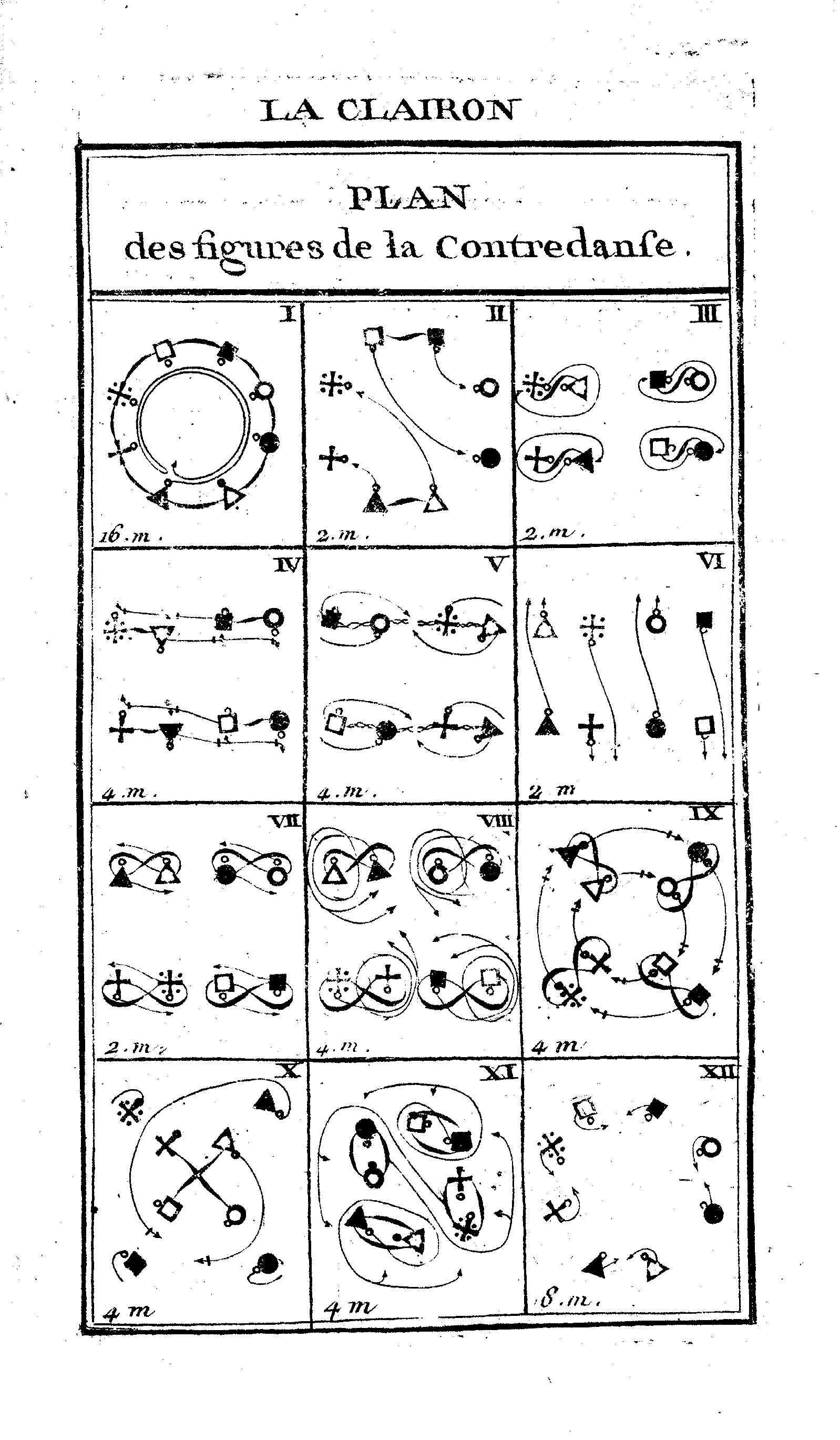
De La Cuisse, Le Répertoire des bals, vol. III, Paris, 1765.
La Clairon.

#### Lesentrées ou syncopes
- 1. Le rond (ou grand rond) : les huit danseurs se donnent les mains et le cercle tourne ainsi formé huit mesures dans le sens de la montre (en chassés latéraux, assembler au dernier temps) et « détourne » huit mesures dans le sens contre la montre.
- 2. La main : les partenaires étant face à face, ils se donnent la main droite et changent de place en deux mesures (soit un pas de gavotte), font un rigaudon, regagnent leur place de départ en se donnant cette fois la main gauche et font à nouveau un rigaudon.
- 3. Les deux mains : comme ci-dessus, mais les partenaires se donnent les deux mains à l'aller et au retour.
- 4. Le moulinet des dames : les quatre dames se donnent la main droite au centre du carré et tournent quatre mesures dans le sens de la montre (en demi-contretemps). Elles se lâchent la main droite, font demi-tour, se donnent la main gauche au centre et reviennent à leurs places de départ de la même manière.
- 5. Le moulinet des hommes : c'est l'entrée ci-dessus exécutée pareillement par les hommes.
- 6. Le rond des dames : c'est la première entrée (le rond) exécutée par les quatre dames seules, en quatre mesures dans le sens de la montre et quatre mesures dans le sens contraire.
- 7. Le rond des hommes : c'est l'entrée ci-dessus exécutée pareillement par les hommes.
- 8. L'allemande : les partenaires étant côte à côte, épaules droites en contact, ils se donnent les mains, bras croisés derrière le dos (l'homme, bras gauche derrière le dos, prend la main droite de la dame ; la dame fait l'inverse). Ils tournent ainsi un demi-tour dans le sens de la montre en deux mesures (en pas chassés avant), se lâchent et font un rigaudon face à face. Ils prennent la position inverse (épaules gauches en contact), reviennent à leurs places de départ en un demi-tour dans le sens contre la montre et font à nouveau un rigaudon face à face.
- 9. Le rond : reprise de la première entrée.

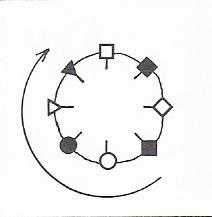
Le rond
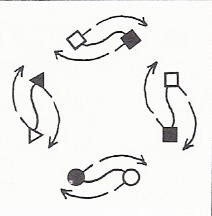
La main
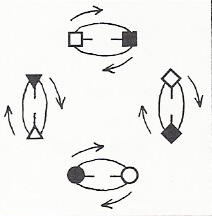
Les deux mains

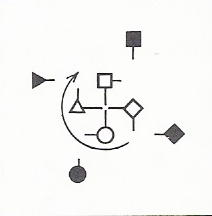
Le moulinet des dames
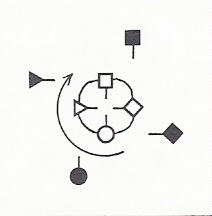
Le rond des dames
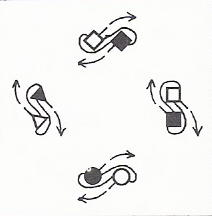
L'allemande

#### Autres figures
Ces figures servent essentiellement pour les couplets.
- En avant et en arrière ou avancer et reculer : le danseur exécute un pas de gavotte en avant (deux mesures) et un en arrière (deux mesures).
- L'allemande aux quatre coins
- Chasser et déchasser (ou chasser dessus et dessous) : les partenaires, étant côte à côte au départ, changent de place latéralement en deux mesures (en pas chassés). La dame chasse à gauche, devant l'homme qui chasse à droite. Les deux mesures suivantes ramènent les partenaires aux places d'origine, l'homme passant cette fois devant la dame. On ajoute souvent un pas de rigaudon à la fin de chaque déplacement.
- Chasser en long et chasser de côté : les partenaires des couples impairs se font dos et chassent avec le contre-partenaire, puis reviennent à leurs places d'origine. Les couples pairs exécutent ensuite la même figure entre eux.

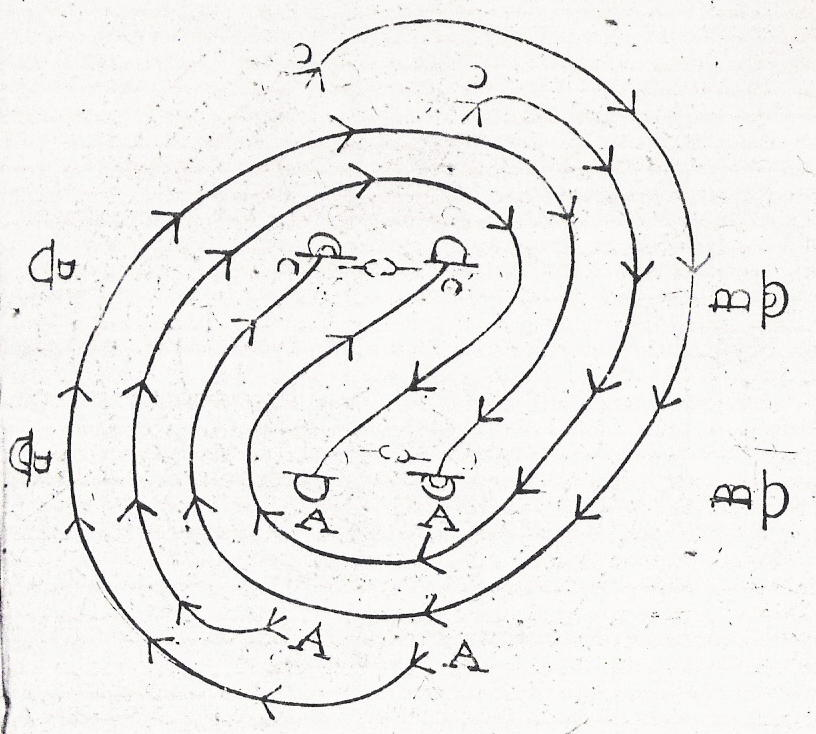
La queue du chat.

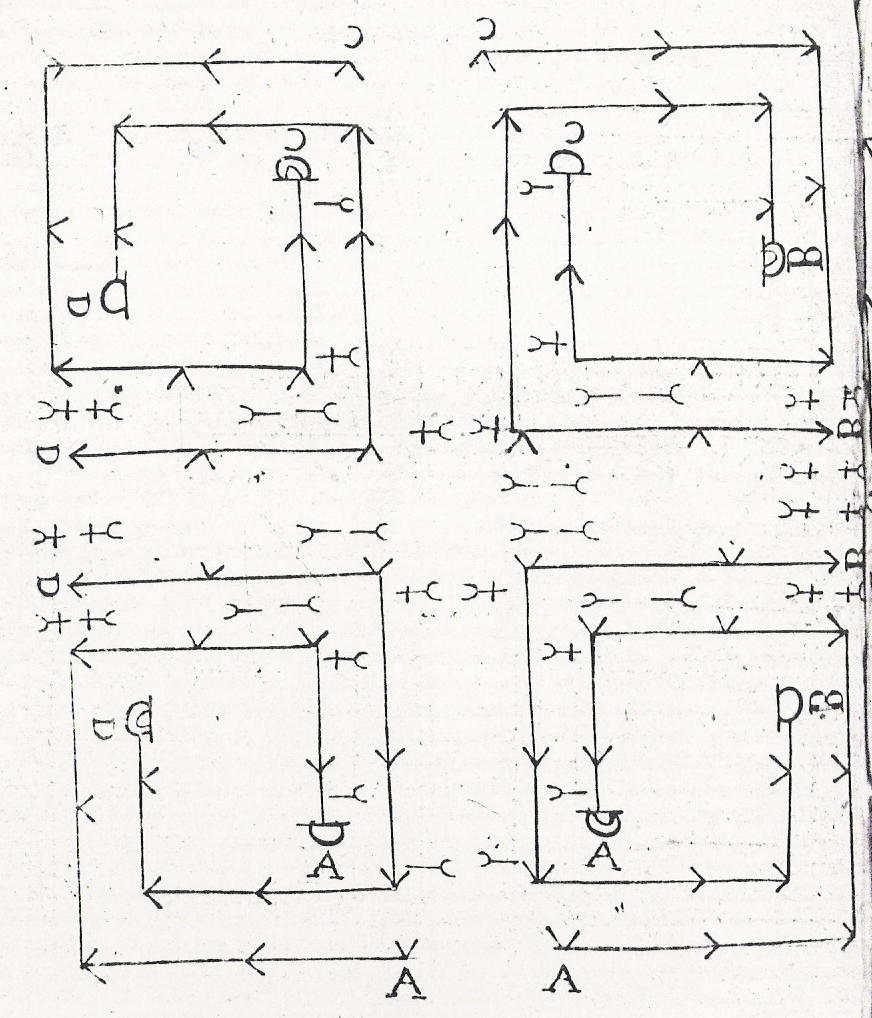
Le carré de Mahony.

- La poussette : les partenaires étant face à face, la main droite de l'un dans la main gauche de l'autre, l'homme recule en deux mesures tandis que la dame avance, en un pas de gavotte ; puis on inverse les directions, en deux autres mesures. Toutes les deux mesures, on peut ajouter un rigaudon si la structure musicale le suggère. Cette figure permet aussi à deux couples côte à côte de permuter leurs places.
- La petite chaîne : elle est exécutée ordinairement par les couples vis-à-vis. Chaque danseur change de place avec celui qui lui fait face en lui donnant la main droite au passage, puis donne la main gauche à son partenaire en changeant à nouveau de place. Une demi-chaîne est accomplie. Le trajet en carré se poursuit de même pour regagner sa place de départ en alternant main droite et main gauche. La figure complète occupe huit mesures et se danse en pas de gavotte ou en demi-contretemps.
- La grande chaîne : les partenaires de chaque couple se font face et se donnent la main droite pour changer de place. L'homme arrive face à la dame suivante et lui donne la main gauche, et ainsi de suite jusqu'à ce que chacun ait regagné sa place d'origine. La figure complète occupe huit mesures et se danse en demi-contretemps.
- La queue du chat : elle est exécutée par les couples vis-à-vis qui se tiennent par la main. Les deux couples se contournent dans le sens contre la montre, jusqu'à se retrouver aux places opposées. La figure occupe huit mesures et se danse en pas de gavotte ou en demi-contretemps. Elle se termine par un rigaudon. Les deux autres couples font de même. Après une reprise du tout, chaque couple se retrouvera à sa place d'origine.
- Les quatre faces : les couples de tête avancent l'un vers l'autre en se donnant la main, se lâchent en arrivant au centre et donnent les deux mains à leur vis-à-vis, puis les deux nouveaux couples se dirigent chacun vers les couples de côté en pas chassés. Ils font chacun le trajet en sens inverse et reviennent à leurs places. Le tout occupe huit mesures. Les couples de côté font de même à leur tour.
- Le carré de Mahony : les couples de tête avancent l'un vers l'autre en se donnant la main, se lâchent en arrivant au centre et donnent les deux mains à leur vis-à-vis, puis les deux nouveaux couples se dirigent chacun vers les places des couples de côté en pas chassés, reculent chacun aux quatre coins du carré et reviennent à leurs places respectives en pas chassés. Simultanément, les couples de côté s'éloignent en pas chassés, avancent aux places des couples de tête, viennent au centre avec leurs vis-à-vis et reviennent à leurs places respectives en reculant. La figure occupe seize mesures, puis elle est répétée à l'inverse, les couples de tête commençant par s'éloigner, les couples de côté par avancer au centre.

### Les figures de la contredanse anglaise[3]
- Descendre-monter : c'est la figure qui correspond au Lead down-lead up de John Playford. Les partenaires sont côte à côte et se donnent la main intérieure. Ils descendent au milieu de la formation et 4 mesures (en demi-contretemps), changent de sens et de main et remontent à leurs places d'origine en quatre mesures. Descendre par les mains voudra dire qu'ils se tiennent face à face et se donnent les deux mains. Le déplacement est alors latéral, en pas chassés.
- Tourner en bas : d'après la pratique en usage dans les contredanses anglaises, cette figure correspond au Cast down : le danseur descend d'une place dans sa rangée par l'extérieur de la formation (derrière le deuxième danseur). La figure amène toujours le couple en mouvement à progresser d'une place à la fois, en descendant ou en montant. Elle occupe généralement deux mesures et se fait en demi-contretemps.
- Croiser un couple : trajet au cours duquel les partenaires se croisent au milieu de la formation et passent derrière les danseurs du second couple, de façon à terminer en deuxième place, la dame dans la rangée des hommes et l'homme dans celle des dames.
- Figurer consiste à avancer seul ou en couple (en un pas de gavotte) vers un autre danseur ou un autre couple. Cette figure occupe deux mesures.
- Le huit : the Figure of eight est dansé par un homme autour du second couple, passant dans le sens anti-horaire autour de la dame et dans le sens horaire autour de l'homme, pour revenir à sa place de départ. Sa partenaire agit symétriquement, passant dans le sens horaire autour du deuxième homme et en sens inverse autour de la deuxième dame. Plusieurs variantes de cette figure sont possibles, soit dans des sens différents, soit avec des couples opposés, soit encore avec son propre partenaire.
- La hey : cette figure, dont parle déjà Thoinot Arbeau dans son Orchésographie, est d'usage fréquent dans la contredanse anglaise. Trois danseurs exécutent simultanément une figure de huit et reviennent à leurs places de départ. Le premier danseur commence par une boucle en sens horaire, traverse entre le deuxième et le troisième, poursuit par une boucle en sens contraire et traverse à nouveau entre le deuxième et le troisième pour regagner sa place de départ.

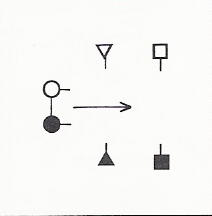
Descendre
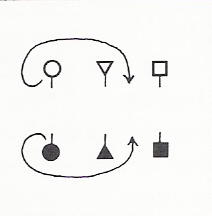
Tourner en bas
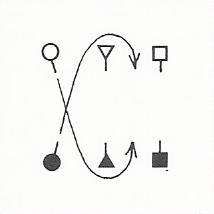
Croiser un couple

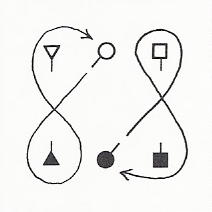
Le huit en dedans
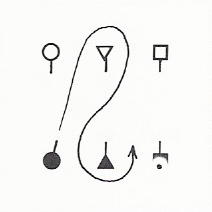
Le huit en dehors
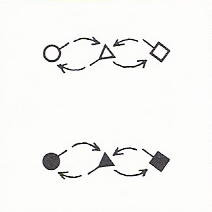
La hey

## Description des principaux pas
Les principaux pas utilisés dans la contredanse au XVIIIe siècle sont décrits d'après Pierre Rameau. Voici les huit pas principaux :
- 1. Le contretemps de gavotte (Rameau, p. 166) :
  - (&) en appui sur le pied gauche, la pointe droite en troisième position arrière, fléchir la jambe gauche
  - (1) saut sur place sur le pied gauche et étendant la jambe droite
  - (&) un pas du pied droit en avant, sur pointe
  - (2) un pas du pied gauche en avant, sur pointe
- 2. L'assemblé est un mouvement sauté qui, partant d'un appui simple ou double, conduit à une position fermée (pieds joints). L'assemblé sert souvent de conclusion aux autres pas :
  - (1) un saut retombant pieds joints, genoux fléchis, suivi presque aussitôt d'une extension
  - (2) pause, ou préparation du pas suivant
- 3. Le pas de gavotte se compose de deux parties, à savoir un contretemps (première mesure) suivi d'un assemblé (seconde mesure)
- 4. Le demi-contretemps est une sorte de pas sautillé ou de « cloche-pied » alterné qu'on pourrait rapprocher, sur le plan rythmique, du chassé
- 5. Le chassé est une sorte de « galop » latéral. Chassé à gauche (Rameau, pp. 175-176) :
  - (1) départ en deuxième position, saut sur le pied droit
  - (&) un pas latéral du pied gauche, tout en maintenant un appui égal sur le pied droit
- 6. Le pas de bourrée, tantôt appelé pas de bourrée (en avant, en arrière, ou dessus et dessous), tantôt fleuret ou pas de bourrée simplifié (Rameau, pp. 123-124) :
  - (&) en appui sur le pied gauche, la pointe droite en troisième position arrière, fléchir les deux jambes en ramenant le pied droit près du gauche, sans appui (« ce qui s'appelle plier sous soi », écrit Rameau)
  - (1) un pas du pied droit en avant, sur pointe
  - (&) un pas du pied gauche en avant, sur pointe
  - (2) un pas du pied droit en avant, sur pointe
  - ces trois derniers pas peuvent être exécutés en avant, en arrière ou sur le côté (dessus et dessous) selon que la figure le commande
- 7. Le balancé est un balancement d'un pied sur l'autre, d'avant en arrière (Rameau, pp. 153-154) :
  - (&) en appui sur les deux pieds, fléchir les deux jambes
  - (1) un pas du pied droit en avant, sur pointe
  - (&) abaisser le talon droit, tout en rapprochant la jambe gauche fléchie
  - (2) un pas du pied gauche en arrière, sur pointe
  - (&) abaisser le talon gauche, tout en rapprochant la jambe droite fléchie
- 8. Le rigaudon est un pas de conclusion qui possède la formule rythmique du pas de gavotte. Il joue un rôle d'ornement, se termine par un pas assemblé et s'exécute sur place (Rameau, pp. 159-160) :
  - (1) un saut sur le pied gauche, tandis que la jambe droite s'ouvre latéralement à droite
  - (&) un saut sur le pied droit, tandis que la jambe gauche s'ouvre latéralement à gauche
  - (2) joindre le pied gauche au pied droit, sur place
  - (3-4) saut pieds joints